# Sheddasen
Sheddasen, auch Shedding-Enzyme genannt, sind Membran-Enzyme aus der Klasse der Proteasen.

Schematische Darstellung des Ectodomain-Sheddings mit einer Sheddase.

## Funktion
Die Sheddasen sind membrangebundene Proteasen, die im extrazellulären Bereich die Ektodomänen von Transmembranproteinen schneiden können. Der Oberbegriff dieses Prozesses ist Ectodomain-Shedding (engl. to shed = „abwerfen“). Werden transmembrane Antigene geschnitten, so spricht man vom Antigen-Shedding.

## Familienmitglieder
Zu den Sheddasen werden viele Mitglieder der ADAM-Metalloproteasen und die β-Sekretasen BACE1 und BACE2 gerechnet.
Speziell die Sheddasen ADAM10 und BACE1 sind für neue therapeutische Ansätze zur Behandlung der Alzheimer-Krankheit interessant. Während die α-Sekretase ADAM10 das Amyloid-Precursor-Protein (APP) in der gewünschten Weise schneidet, ist dies bei BACE1 nicht der Fall. Verschiedene BACE1-Inhibitoren und ADAM10-Stimulatoren sind in der Entwicklung.
In der Onkologie wird bei ADAM10 der umgekehrte Weg, also die Inhibierung seiner Funktion, angestrebt. So schneidet ADAM10 auch den HER2/neu-Rezeptor von der Zellmembran ab. Der HER2/neu-Rezeptor ist wiederum ein wichtiges Target bei der Therapie von Brustkrebs mit Trastuzumab. Auch Betacellulin, ein Epidermaler Wachstumsfaktor, wird von ADAM10 geschnitten. Auch andere Moleküle, die bei der Proliferation, der Differenzierung, der Zelladhäsion und der Zellmigration von Krebszellen eine wichtige Rolle spielen, wie beispielsweise Notch, E-Cadherin und CD44, werden von dieser Sheddase prozessiert.
ADAM8 ist eine Sheddase für CD23 und L-Selectin und spielt bei allergischen Entzündungsreaktionen eine wichtige Rolle.